# Castillo de Gibralfaro
El castillo de Gibralfaro o alcázar de Gibralfaro es una fortificación situada en la ciudad española de Málaga.

## Historia

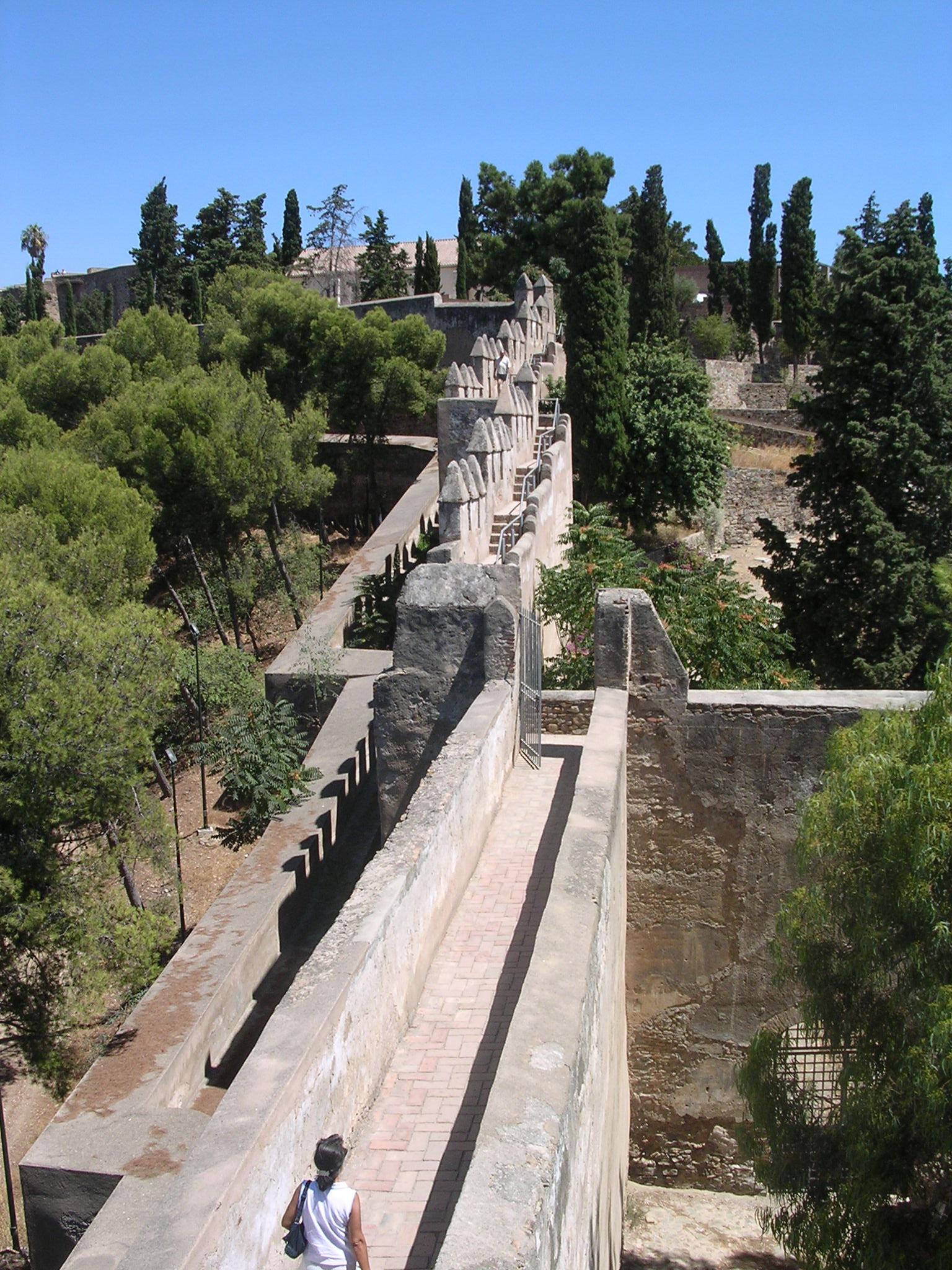
Parte de las murallas.

El antiguo recinto fenicio contenía un faro que da nombre al cerro Gibralfaro (Jbel-Faro, o monte del faro). Fue Abderramán III quién transformó en fortaleza las antiguas ruinas existentes desde antes de la llegada de los romanos. La fortaleza fue ampliada y convertida en alcázar por el rey nazarita Yusuf I en el año 1340. El castillo fue objeto de un fuerte asedio por parte de los Reyes Católicos durante todo el verano de 1487. Tras el asedio, Fernando el Católico lo tomó como residencia, mientras que Isabel I de Castilla optó por vivir en la ciudad.
Se construyó para albergar a las tropas y proteger la Alcazaba en los asedios, debido al uso generalizado de la cima del cerro por la artillería.
Fue una de las fortalezas más inexpugnables de la península ibérica. Se compone de dos líneas de murallas y ocho torreones. La muralla del exterior se une con la coracha, muros dispuestos con formas zigzagueantes que mantienen unido el castillo con la Alcazaba. Por su parte, la muralla interior permite hacer el camino de ronda por todo el perímetro de la fortaleza.
El castillo se divide en dos partes. La parte superior recibe el nombre de patio principal y en ella se encuentra el Centro de Interpretación. En la misma zona se encuentra la torre Mayor, con 17 metros de altura, el pozo fenicio y los baños. El pozo de Airón está excavado en roca viva y tiene una profundidad de 40 metros.
En la parte inferior, o patio de armas, estaban los barracones de la tropa y las caballerizas. La torre albarrana o torre Blanca, orientada hacia el noreste, es una de las más visibles, y en su interior conserva un aljibe, dependencias y almacenes
Actualmente el castillo es visitable, y desde su torre del homenaje se pueden observar unas magníficas vistas de la ciudad de Málaga, y en días claros es posible divisar algunos montes de la cordillera del Rif (en África) y el estrecho de Gibraltar.

## Catalogación
Bien de Interés Cultural, categoría Monumento, según Ley 16/1985 de 25 de junio. Declarado Monumento Histórico Artístico el 3 de junio de 1931.

## Centro de interpretación de Gibralfaro
En el polvorín del castillo hay una exposición que repasa elementos de la vida cotidiana militar en el castillo a lo largo de la historia. Contiene, entre otros enseres en exposición, los uniformes militares típicos de los soldados de los regimientos de cada época con estadía en el castillo: del siglo XVI el Alabardero; en el siglo XVII, el Arcabucero; en el siglo XVIII, un soldado del Regimiento Fixo de Málaga; del siglo XIX, un oficial de la infantería Reding n.º 3 y del XX, un soldado del Regimiento Borbón 17.

## Curiosidades
Figura en los escudos y banderas tanto de la ciudad como de la provincia de Málaga.
La capital malagueña celebra en verano en el Patio de Armas del castillo recitales de jazz, música étnica y clásica durante el Festival Gibfest.
Algunas escenas del largometraje Scent of Mystery dirigido por Mike Todd y protagonizado por Elizabeth Taylor fueron rodadas en el castillo de Gibralfaro en 1959.

## Transporte
| Línea         | Trayecto                                 | Información y Recorrido                                                                                          | Operadora       |
| ------------- | ---------------------------------------- | --- | --------------- |
| 35            | Alameda Principal-Castillo de Gibralfaro | Info Recorrido                                                                                                   | EMT Málaga      |
| Bus turístico | Estación de Málaga-Centro-Este           | Info Recorrido (enlace roto disponible en Internet Archive; véase el historial, la primera versión y la última). | City Sightseing |